# Lubomyr Melnyk
Lubomyr Melnyk (München, 1948. december 22. –) ukrán menekültek gyermeke, zeneszerző és zongoraművész.
Melnyk híres a „continuous music / folyamatos zene” zongoratechnikájáról, amelyben rendkívül gyors hangok és bonyolult hangsorok szerepelnek, általában a fenntartó pedál lenyomásával generál harmonikus felhangokat és rezonanciákat.

## Élete
Egy müncheni menekülttáborban született, ahová szülei Ukrajnából menekültek. 1950-ben családjával a kanadai Winnipegbe költözött, ahol 1969-ig élt. Latin és filozófia szakon szerzett diplomát az ottani St Paul's College-ban, majd 1969/70-ben az ontariói Kingstonban, a Queen's University-n filozófia szakirányú továbbképzésen vett részt. 1973 és 1975 között Párizsban táncszínházi csoportok zongoristájaként és zeneszerzőjeként dolgozott, főként Carolyn Carlsonnal együttműködve a Párizsi Operában. Ezután visszatért Kanadába. Jelenleg Svédországban él.

## Zenei világa
Melnyk a „continuous music / folyamatos zene” zongoratechnikát a nemzeti identitásából eredezteti.

„
Ez a zene egyáltalán nem létezne, ha nem lennék ukrán. A megkülönböztető tulajdonságunk, hogy hajlamosak vagyunk feláldozni magunkat. Az ukránok hajlandóak önfeláldozásra azokért a dolgokért, amelyek fontosak számukra,”

Lubomyr Melnyk a világ egyik leggyorsabb kezű zongoristája. Műveire jelentős hatással volt a természet, darabjai gyakran a folyók hangjaival hasonlíthatók össze. Forradalmi zenei stílusa évtizedekig nem kapott elismerést a konzervatív klasszikus zenei körökben, azonban meditatív, komplex és eksztatikus energiájú művei a modern klasszikus zene új generációja számára végül elérték a méltó helyüket. Melnyk zongorajátéka új korszakot indított a zenében, felfedezve a zongora egy új világát. Nemcsak technikai képességei, hanem a zongorajátékban alkalmazott új szemléletek miatt is az egyik legnagyobb zongoristának tartják. Zenéje négy elem keverékéből épül fel: klasszikus zongora, minimalista dobolás, harcművészetek és zen meditáció. Ezen elemek kombinációjával olyan egyedi zenei stílust hozott létre, amelyet a történelemben eddig egyetlen zongorista sem alkalmazott.
Az 1970-es évek közepén Lubomyr Melnyk elkezdett új koncepciókon dolgozni a zongorajáték terén, amelyek a klasszikus zongoratechnikát ötvözik a harcművészetek, a tai chi és a kung fu transzcendens filozófiáival. Az évek során zenei tudása és játéktechnikája teljesen új dimenziókba emelte a zongorát, lehetővé téve, hogy olyan sebességgel játsszon, amire korábban nem volt példa, és ezzel olyan hatásokat hozzon létre, amelyek a történelemben sosem voltak hallhatóak. Ezen újító megközelítése miatt gyakran emlegetik „A zongora prófétájának”.

## Diszkográfia
- KMH: Piano Music in the Continuous Mode (1979)
- The Lund - St. Petri Symphony (1983)
- Concert-Requiem (1983)
- Poslaniye: to the Living, to the Dead, and to Those Yet Unborn (1983)
- The Stone Knight (1983)
- The Song of Galadriel (1985)
- Remnants of Man / The Fountain (1985)
- Wave-Lox (1985)
- The Voice Of Trees (1985)
- NICHE / NOURISH / NICHE-XONs (1988)
- A Portrait Of Petlura On The Day He Was Killed {Lyrrest} (1989)
- It Was Revealed Unto Us That Man Is The Centre Of The Universe (1993)
- Swallows (1994)
- Vocalizes and Antiphons (1991-1994)
- Beyond Romance (2010)
- The Self-Luminous Way (2011)
- Windmills (2013)
- Corollaries (2013) (Erased Tapes Records)
- Three Solo Pieces (2013)
- Evertina (2014) (Erased Tapes Records)
- Rivers and Streams (2015) (Erased Tapes Records)
- illirion (2016) (Sony Classical Records / Sounds of Subterrania )
- The Dreamers Ever Leave You - The Lauren Harris Ballet Music (2018) (Audio Sushi)
- Fallen Trees (2018) (Erased Tapes Records)[6]